# Drama (Regionalbezirk)
Drama (griechisch Περιφερειακή Ενότητα Δράμας Periferiakí Enótita Drámas) ist einer der sechs Regionalbezirke der griechischen Region Ostmakedonien und Thrakien um die Hauptstadt Drama. Bis zur griechischen Verwaltungsreform 2010 hatte es den Status einer Präfektur inne, zuletzt als eines von drei Präfekturgebieten (Ez. gr. nomarchiako diamerisma) der Überpräfektur Drama-Kavala-Xanthi. Der Regionalbezirk Drama entsendet sieben Abgeordnete in den Regionalrat, hat aber darüber hinaus keine politische Bedeutung.
Drama umfasst die Gemeinden Doxato, Drama, Nevrokopi, Paranesti und Prosotsani.

## Verkehr
Durch das Gebiet des Regionalbezirks führen die Nationalstraßen 12, 14 und 57 (E 79) und die 1896 eröffnete Bahnstrecke Thessaloniki–Alexandroupoli.